# (29192) 1990 VK2
1990 في كي 2 (ويعرف أيضًا باسم (29192) 1990 في كي 2 وفق تسمية الكوكب الصغير) (بالإنجليزية: 1990 VK2)‏ هو كويكب ضمن حزام الكويكبات؛ وترتيبه 29192 من حيث الاكتشاف.
اكتُشف هذا الجُرم الفلكي بواسطة تاكيشي أوراتا ‏ في 11 نوفمبر 1990.

## وصلات خارجية
- (29192) 1990 VK2 في قاعدة بيانات مختبر الدفع النفاث لأجرام النظام الشمسي الصغيرة

- الاكتشاف · مخطط المدار ·  العناصر المدارية · المعلمات المادية

- (29192) 1990 VK2 على موقع ويكي سكاي: DSS2, SDSS, GALEX, IRAS, Hydrogen α, X-Ray, Astrophoto, Sky Map, Articles and images